# 孙棘
孫棘，彭城郡彭城縣（今江苏省徐州市）人，刘宋人物。
宋孝武帝大明五年（461年），徵發十五歲男子當兵，孫棘的弟弟孫薩應當参軍出行，犯了違期不至的罪。官府還没有來得及審理此案，孫棘先到郡裹請罪，说:“我是一家之主，不忍心讓弟弟擔當全家的痛苦，請求拿我來代替弟弟服刑。”孫薩又來陳说:“治家不能有所興建，兄長是應當承擔罪责的。但狂妄無知而犯法的人，實際上是孫薩自身，理應依法受到殺戮。我兄弟兩人從小孤苦，孫薩三歲失去父親，一生所依靠的，只在兄長，兄長雖然可以怜憫而救了我，但我又有什麽心思活在世上呢？”太守張岱懷疑他們不是出於誠心，將孫棘、孫薩各自關在一處，分别對他们说：“你們的案情已經審問清楚，允許你們互相代替。”孫棘和孫薩分别聽到判决以後，臉上都顯出高興的神色，甘心赴死。孫棘的妻子許氏又托人帶話嘱咐孫棘:“兄长頂門立户，怎麽能把罪责推给小弟呢？何况婆母臨死以前，把小弟囑托給兄长，到現在還没有替他娶妻，使他没有成家生子，您已經有了兩個兒子，死了還有什麽遗憾的。”張岱依據事實報告皇帝，宋孝武帝下韶特别饒恕他們的罪過。州里便徵召孫棘爲官，并且賞賜許氏二十匹絲帛。。